# فيزدنوي
فيييزدنويي (بالروسية: Выездное) هي مدينة في مقاطعة نيجني نوفغورود أوبلاست في روسيا.